# Okmulgee
La ville d’Okmulgee est le siège du comté d'Okmulgee, dans l’État de l’Oklahoma, aux États-Unis. Lors du recensement de 2000, elle comptait 13 022 habitants. Le nom vient du mot Muskogee "okimulgee", qui signifie "eaux bouillonnantes".
Okmulgee est la capitale de la nation creek.

## Histoire
Okmulgee fut fondée en 1868, lorsque la Nation Creek a commencé à rétablir l'ordre après la guerre civile. En 1869, un bureau de poste (à l'origine orthographié Okmulkee) fut construit et le capitaine Frederick B. Sert en fut le premier maître de poste. Le nom du bureau de poste a été officiellement changé à l'orthographe actuelle le 15 novembre 1883.
Les Creeks construisirent une maison du conseil de deux étages dans leur capitale. Ce bâtiment brûla en 1878 et fut remplacé par le bâtiment en pierre qui se dresse aujourd'hui. Ce dernier est sur le Registre national des lieux historiques et sert de musée d'histoire locale maintenant.
Le Saint-Louis, Oklahoma and Southern Railway (plus tard absorbé par le chemin de fer Frisco) est arrivé en 1900 et déclencha un boom de la construction. Lors de l'accession au statut d'État du territoire de l'Oklahoma en 1907, la ville comptait 2 322 habitants et elle fut nommée siège du comté d'Okmulgee. La cour du comté actuelle fut construite en 1916. La découverte de pétrole à proximité en 1907 amena plusieurs nouvelles industries en ville, dont comprenaient trois usines de verre, une usine de bouteilles, une fonderie et des ateliers d'usinage.

## Personnalités liées à la ville
- Donald W. Burgess (né en 1947), météorologue américain spécialisé dans le radar météorologique et les orages violents;
- Oscar Pettiford est né à Okmulgee le 30 septembre 1922;
- Will Sampson est né à Okmulgee le 27 septembre 1933;